# КК Црвена звезда сезона 2003/04.
Сезона 2003/04 КК Црвена звезда обухвата све резултате и остале информације везане за наступ Црвене звезде у сезони 2003/04. и то у следећим такмичењима: УЛЕБ Куп, Јадранска лига, Првенство Србије и Црне Горе и Куп Радивоја Кораћа.

## Тим
| бр     | бр     | Позиција      | Име                   | Националност                  | Напомене                        |
| ------ | ------ | ------------- | --------------------- | ----------------------------- | ------------------------------- |
| 4      | 4      | плејмејкер    | Горан Јеретин         | Савезна Република Југославија |                                 |
|        |        | крило         | Реџи Фриман           | Сједињене Америчке Државе     | Прешао у ФМП после пар утакмица |
| 5      | 5      | крило         | Норман Ричардсон      | Сједињене Америчке Државе     |                                 |
| 6      | 6      | крило         | Милан Дозет           | Савезна Република Југославија |                                 |
| 7      | 7      | крило         | Јован Копривица       | Савезна Република Југославија | није играо Куп Радивоја Кораћа  |
| 8      | 8      | бек           | Игор Ракочевић        | Савезна Република Југославија | Капитен                         |
| 9      | 9      | крилни центар | Милош Мирковић        | Савезна Република Југославија |                                 |
| 11     | 11     | крилни центар | Милко Бјелица         | Савезна Република Југославија |                                 |
| 12     | 12     | центар        | Александар Ђурић      | Савезна Република Југославија |                                 |
|        |        | центар        | Никола Јестратијевић  | Савезна Република Југославија | Одиграо само 9 утакмица         |
| 14     | 14     | центар        | Владислав Драгојловић | Савезна Република Југославија |                                 |
| 15     | 15     | крило         | Лука Богдановић       | Савезна Република Југославија |                                 |
| 16     | 16     | плејмејкер    | Алексеј Нешовић       | Савезна Република Југославија |                                 |
| 17     | 17     | крило         | Чедомир Витковац      | Савезна Република Југославија |                                 |
| 18     | 18     | бек           | Вук Радивојевић       | Савезна Република Југославија |                                 |
| Тренер | Тренер | Тренер        | Змаго Сагадин         | Словенија                     |                                 |

## Суперлига Србије и Црне Горе

### Табела
|   | Тим           | Игр. | Поб. | Изг. | П+   | П-   | П+/- | Бод |
| - | ------------- | ---- | ---- | ---- | ---- | ---- | ---- | --- |
| 1 | Партизан      | 14   | 12   | 2    | 1251 | 1099 | +152 | 26  |
| 2 | Црвена звезда | 14   | 10   | 4    | 1250 | 1172 | +78  | 24  |
| 3 | Хемофарм      | 14   | 9    | 5    | 1203 | 1169 | +34  | 23  |
| 4 | НИС Војводина | 14   | 9    | 5    | 1231 | 1172 | +59  | 23  |
| 5 | Будућност     | 14   | 8    | 6    | 1293 | 1246 | +47  | 22  |
| 6 | Рефлекс       | 14   | 5    | 9    | 1198 | 1177 | +21  | 19  |
| 7 | Лавови 063    | 14   | 3    | 11   | 996  | 1151 | -155 | 17  |
| 8 | Ловћен        | 14   | 0    | 14   | 1049 | 1285 | -236 | 14  |

Легенда:

### Полуфинале
| 2. 6. 2004. |                                       | Црвена звезда | 86 : 88    | Хемофарм | Хала Пионир, Београд Гледаоци: 3800 Судије: Белошевић, Маричић |  |
| 2. 6. 2004. | Четвртине: 23-25, 22-32, 22-14, 19-17 |               |            |          | Хала Пионир, Београд Гледаоци: 3800 Судије: Белошевић, Маричић |  |
| 2. 6. 2004. | Поени: Ракочевић 23                   |               | Поповић 31 |          | Хала Пионир, Београд Гледаоци: 3800 Судије: Белошевић, Маричић |  |

| 4. 6. 2004. |                              | Хемофарм | 20 : 0 | Црвена звезда | Центар Миленијум, Вршац |  |
| 4. 6. 2004. | Четвртине: Службени резултат |          |        |               | Центар Миленијум, Вршац |  |

## Куп Радивоја Кораћа
Куп Радивоја Кораћа 2004. је одигран у Новом Саду. Ово је један од најневероватнијих турнира где је тим Црвене звезде све три утакмице побеђивао у продужецима. У четвртфиналу побеђен је Партизан резултатом 105:99. Остаће упамћено да је Звезда утакмицу завршила са 4 играча на паркету, са тим да је Горан Јеретин морао да уђе у игру повређен. У полуфиналу је такође у продужетку побеђена Војводина резултатом 108:101. У финалу Звезда се састала са Рефлексом. Минут пре краја екипа рефлекса је водила са 9 разлике. Међутим са две тројке Вука Радивојевића и једном Горана Јеретина Звезда успева да дође до продужетака. Звезда је у продужетку успела да освоји домаћи куп после 28 година. Игор Ракочевић није могао да игра финалну утакмицу збо повреде али је зато Јеретин постигао 27 поена, па је и проглашен за МВП-а целог турнира. Веома одличне игре пружао је млади Лука Богдановић који је био најбољи стрелац Звезде на целом турниру са 48 поена.
Касније је снимљен документарни филм о овом невероватном успеху.

## Јадранска лига

### Табела
|     | Екипа              | Игр. | Поб. | Изг. | П+   | П-   | П+/- | Бод |
| --- | ------------------ | ---- | ---- | ---- | ---- | ---- | ---- | --- |
| 1.  | Цибона ВИП         | 26   | 20   | 6    | 2242 | 1984 | +258 | 46  |
| 2.  | Рефлекс            | 26   | 19   | 7    | 2187 | 1945 | +242 | 45  |
| 3.  | Унион Олимпија     | 26   | 18   | 8    | 2173 | 2050 | +123 | 44  |
| 4.  | Црвена звезда      | 26   | 18   | 8    | 2250 | 2168 | +82  | 44  |
| 5.  | Будућност          | 26   | 16   | 10   | 2307 | 2235 | +72  | 42  |
| 6.  | Пивоварна Лашко    | 26   | 15   | 11   | 2084 | 2010 | +74  | 41  |
| 7.  | Крка               | 26   | 14   | 12   | 2116 | 2091 | +25  | 40  |
| 8.  | Задар              | 26   | 13   | 13   | 2277 | 2217 | +60  | 49  |
| 9.  | Сплит КО           | 26   | 10   | 16   | 2118 | 2226 | -108 | 36  |
| 10. | Геоплин Слован     | 26   | 9    | 17   | 1923 | 2083 | -160 | 35  |
| 11. | Загреб             | 26   | 9    | 17   | 2023 | 2134 | -111 | 35  |
| 12. | Широки Херцегтисак | 26   | 8    | 18   | 2004 | 2128 | -124 | 34  |
| 13. | Бањалучка пивара   | 26   | 8    | 18   | 2065 | 2229 | -164 | 34  |
| 14. | Ловћен ЦКБ         | 26   | 5    | 21   | 2000 | 2269 | -269 | 31  |

Легенда:

### Полуфинале
Завршни турнир четворице за сезону 2003/04. одржан је од 16. до 18. априла 2004. у Кошаркашком центру Дражен Петровић у Загребу.
| 16. 4. 2004. 17:00 | Извештај | Рефлекс                                                           | 113 : 110 | Црвена звезда                         | Кошаркашки центар Дражен Петровић, Загреб Гледаоци: 2.500 Судије: Стелиос Кукулекидис (ГРЧ), Срђан Дожаи (ХРВ), Дубравко Мухвић (ХРВ) |  |
| 16. 4. 2004. 17:00 | Извештај | Четвртине: 27-22, 19-30, 24-19, 19-18, 24-21                      |           |                                       | Кошаркашки центар Дражен Петровић, Загреб Гледаоци: 2.500 Судије: Стелиос Кукулекидис (ГРЧ), Срђан Дожаи (ХРВ), Дубравко Мухвић (ХРВ) |  |
| 16. 4. 2004. 17:00 | Извештај | Поени: Фримен 29 Скокови: Фримен 10 Асистенције: Мандић, Фримен 4 |           | Ракочевић 38 Богдановић 9 Ракочевић 5 | Кошаркашки центар Дражен Петровић, Загреб Гледаоци: 2.500 Судије: Стелиос Кукулекидис (ГРЧ), Срђан Дожаи (ХРВ), Дубравко Мухвић (ХРВ) |  |